# 한국항로표지기술원
한국항로표지기술원(韓國航路標識技術院, Korea Institute of Aids to Navigation)는 항로표지에 관한 기술개발 및 항로표지 관련 시설의 효율적 관리 등을 위하여 항로표지법에 의거 1999년 5월 설립된 특수법인으로 해양수산부 소관의 기타공공기관이다. 세종특별자치시 아름서1길 13-9 다올비지니스센터 6층 601호에 위치하고 있다.

## 주요기능 및 역할
- 항로표지에 관한 조사·연구 및 홍보
- 국제항로표지협회와의 협력 등 항로표지 관련 국제협력 지원
- 국제기구의 항로표지 관련 정보의 수집·분석 및 제공
- 항로표지 장비·용품의 연구·개발 및 시험·검사
- 항로표지 분야에 관한 전문인력(이하 "항로표지 전문인력"이라 한다)의 양성, 교육 지원 및 관리
- 외국과의 항로표지 관련 개발협력 지원
- 해양수산부장관이 설치·관리하는 부표류의 제작 및 수리
- 이 법에 규정된 사업으로서 해양수산부장관이 위탁하는 사업
- 그 밖에 기술원의 정관으로 정하는 사업

## 연혁
- 1999년 3월 31일 재단법인설립 허가 신청
- 1999년 5월 8일 재단법인설립 인가 및 정관 승인
- 1999년 12월 31일 부표 및 등부표 제작수리 수탁 (행정권한의 위임 및 위탁에 관한 규정 제52조)
- 2000년 7월 1일 국제항로표지기술협회(IALA) 준회원 가입
- 2002년 10월 10일 항로표지 장비,용품 검사대행기관 지정
- 2002년 11월 19일 시험검사소 개소
- 2004년 8월 7일 ISO9001/KSA 9001 품질경영시스템 인증 획득
- 2008년 2월 22일 특수법인 설립 인가 및 정관 승인
- 2009년 1월 29일 공공기관(기타공공기관) 지정
- 2018년 5월 1일 한국항로표지기술원으로 개편

## 조직

### 이사회
- 감사

#### 이사장

##### 본부장
- 경영기획실 
  - 경영기획팀
  - 등대문화팀
- 사업운영실
  - 사업운영팀
  - 국제협력팀
- 기술연구소
  - 연구개발팀
- 시험검사원
  - 시험검사팀
  - 항로표지전문교육센터
- 사업소
  - 남해사업팀
  - 서해사업팀
  - 동해사업팀
- 국립등대박물관
  - 관리팀